# 輪状軟骨圧迫
輪状軟骨圧迫（りんじょうなんこつあっぱく、英: cricoid pressure）は、気管挿管で逆流のリスクを軽減するために使用される手技である。セリック手技（Sellick maneuver）とも呼ばれる。この手技では、首の輪状軟骨に圧力を加えて、そのすぐ後ろを通過する食道を閉塞する。全身麻酔や救急外来における、迅速導入の際に多く行われてきた。                                                     
輪状軟骨圧迫は、BURP操作(逆流を防ぐためではなく、喉頭鏡操作および気管挿管中に声門の視野を改善するために使用される)と混同してはならない。名前が示すように、BURP操作では、術者が甲状軟骨の後方(Backward)、次に頭側(上向き,Upward)、最後に患者の右側(Rightward)に向かって横方向に圧力(Pressure)をかける必要がある。                                                    

## 歴史と技術
1961年、英国の麻酔科医のブライアン・アーサー・セリック(1918–1996)は、「速報: 麻酔導入時の胃内容物逆流抑制のための輪状甲状靭帯圧迫法」という論文を発表し、逆流防止のために輪状軟骨圧迫を応用することを明らかにした。この技術では、20～44ニュートン(N)の力で輪状軟骨を後方に圧迫して食道を閉塞させ、麻酔導入時や救急患者の蘇生で挿管が遅れたり不可能な場合に胃内容物の誤嚥を防止するというものである。小児、特に新生児における輪状軟骨圧迫は、誤嚥予防のための迅速導入におけるその古典的な役割とは別に、声門視野を改善し、気管挿管の補助になるという説もある。                                                    

## 適応

### 迅速導入
多くの国では、輪状軟骨圧迫は、この手技を支持する説得力のあるエビデンスがないにもかかわらず、ほぼ50年間、迅速導入中に広く使用されてきた。セリックによる最初の論文は、高一回換気量、トレンデレンブルグ体位、バルビツレート麻酔が一般的だった当時の小さなサンプルサイズに基づいている(この麻酔法は2023年現在は一般的ではない)。2000年頃から、輪状軟骨圧迫の有効性に疑問を呈するエビデンスが蓄積されており、セリックが説明したように食道を圧迫するのではなく、実際には食道を横方向に変位させ得るのだとされている。
輪状軟骨の圧迫は声門も圧迫する可能性があり、喉頭展開を行う術者の視野を妨げ、実際に気道確保の遅れを引き起こす可能性がある。利点と合併症の可能性に関する科学的証拠がないため、輪状軟骨圧迫を廃止すべきだという説もある。

### ガス注入の防止
この手技は、胃への(用手換気による麻酔)ガスの吹き込みを防止する上でも重要である。ある研究では、幼児と小児において、輪状軟骨圧迫を適切に適用することで、最大気道内圧40cmH2Oまでのマスクによる気道管理中の胃ガス送気を防ぐことができると結論付けられた。輪状軟骨圧迫の利点は、胃への送気がより低い膨張圧で発生する、全身麻酔の導入中の患者で発揮される。

## 論争
輪状軟骨圧迫は、長年の間、迅速導入中の標準治療と考えられていた。米国心臓協会は、2010年のサイエンスアップデートまでは、バッグバルブマスクを使用した蘇生中、および緊急経口気管挿管中に輪状軟骨圧迫の適用が提唱されていた。2010年以降、心停止患者の通常の挿管中に輪状軟骨圧迫を行うことは現在推奨されていない。2019年に発表された大規模無作為比較試験においても、輪状軟骨圧迫が誤嚥を防ぐことは示されなかった。
輪状軟骨圧迫は、頻繁に誤って適用されることがある。輪状軟骨圧迫は、セリックが説明したように食道を圧迫するのではなく、食道を横方向に移動させることがよくある。いくつかの研究では、喉頭圧迫が1回換気量を減少させ、最高気道内圧を増加させることが示されている。
有用な臨床処置としての輪状軟骨圧迫の最初の提案、その後の患者の安全の要としての採用、そして現在の不評への衰退は、根拠に基づく医療の必要性と医療行為の進化の典型的な例を表している。

## 副作用
すべての手技と同様に、輪状軟骨圧迫には適応、禁忌、および副作用がある。それは吐き気/嘔吐に関連しており、食道破裂を引き起こす可能性があり、また気管挿管ないしは用手換気を困難または不可能にする可能性がある。輪状軟骨圧迫の力が40Nを超えると、気道の開存性が損なわれ、気管挿管が困難になる可能性がある。輪状軟骨圧迫は食道を偏位させ、麻酔マスクまたはラリンジアルマスクエアウェイ(LMA)による換気をより困難にし、LMA挿入と気管チューブの前進を妨げ、軟性気管支鏡による喉頭の視野をも妨げる可能性がある。しかし、輪状軟骨圧迫が挿管失敗率を増加させないという報告もある。